# شهرستان لروصیرص
شهرستان لروصیرص (به عربی: محلیة الروصیرص) یک منطقهٔ مسکونی در سودان است که در نیل آبی واقع شده‌است.